# Филіпово (Центральне сільське поселення)
Филіпово (рос. Филиппово) — присілок в Кімрському районі Тверської області Російської Федерації.
Населення становить 18 осіб. Входить до складу муніципального утворення Центральне сільське поселення.

## Історія
Від 2005 року входить до складу муніципального утворення Центральне сільське поселення.

## Населення
| 1859 | 1887 | 2002 | 2010 |
| ---- | ---- | ---- | ---- |
| 164  | ↗218 | ↘22  | ↘18  |